# Luma von Flesch-Brunningen

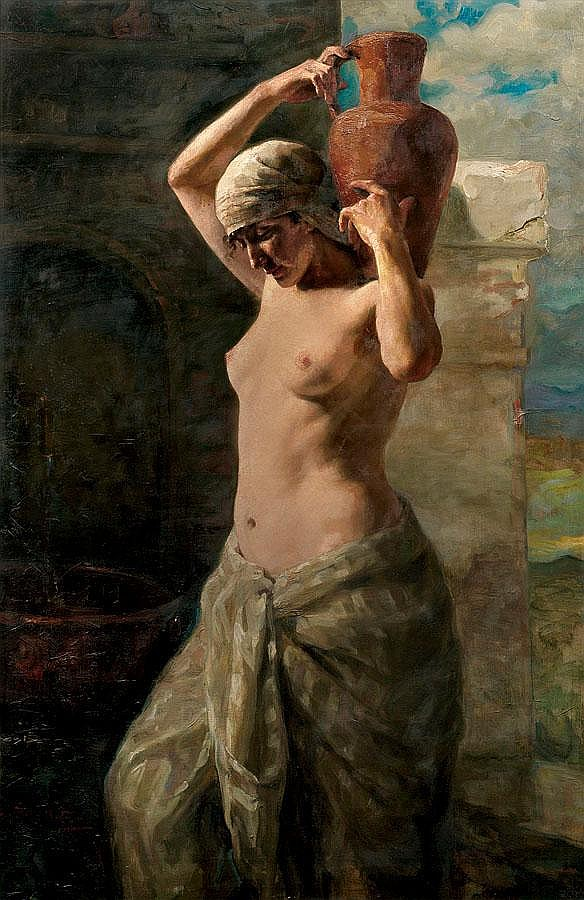
Griechische Wasserträgerin

Luma von Flesch-Brunningen (auch Ludmilla Flesch-Bruningenowá, Luma von Csúzy, * 31. August 1856 in Brünn; † 1934 in München) war eine tschechische Malerin, die in Österreich und Deutschland tätig war.

## Leben
Von Flesch-Brunningen begann ihre Ausbildung in Brünn in der Malschule von Josef Zelený (1824–1886) und setzte sie in Wien bei Alois Schönn fort. Sie begleitete ihren Meister auf einer Studienreise nach Italien und Nordafrika. Ab 1887 studierte sie in München, ein Jahr lang bei Frithjof Smith-Hald, dann bei Franz Xaver Simm.
Sie malte hauptsächlich Genrebilder wie Andacht, Obdachlos, Das Vesperbrot, In der Schule, Unter dem Kreuz, Märtyrerin und Reue.
Ihr 1902 im Münchener Glaspalast ausgestelltes Werk Die Hexensalbung brachte ihr Anerkennung. Werke von ihr befinden sich in den Sammlungen der Museen in Brünn und im Münchener Lenbachhaus. Sie war mit dem ungarischen Maler Karoly Csúzy (1844–1911) verheiratet.